# Lumière Peak
Lumière Peak (französisch Sommet Lumière) ist ein rund 1065 m hoher Berg an der Graham-Küste des Grahamlands im Norden der Antarktischen Halbinsel. Auf der Kiew-Halbinsel ragt er 5 km südöstlich des Kap Tuxen auf.
Teilnehmer der Vierten Französischen Antarktisexpedition (1903–1905) unter der Leitung des Polarforschers Jean-Baptiste Charcot entdeckten ihn. Charcot benannte den Berg nach den französischen Filmpionieren Auguste (1862–1954) und Louis Lumière (1864–1948), Sponsoren seiner Forschungsreise.